# Иссуй-Кай
Иссуй-Кай (яп. 一水会, «Общество единой капли») — японская ультраправая партия. Одна из крупнейших националистических партий в Японии. Лидер — Мицухиро Кимура.

## История

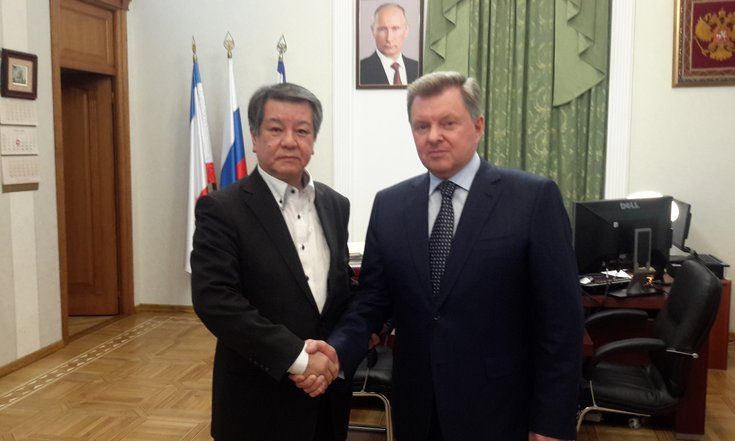
Председатель «Иссуй-Кай» Мицухиро Кимура и полпред президента России в Крымском федеральном округе Олег Белавенцев. Апрель 2016 года

Партия «Иссуй-Кай» основана в 1972 году приверженцами японского писателя Юкио Мисима, который покончил жизнь самоубийством в 1970 году. Лидер партии Мицухиро Кимура выступал против войны в Персидском заливе и поддерживал Президента Ирака Саддама Хуссейна. «Иссуй-Кай» подозревается в использовании зажигательного оружия 8 января 1992 года во время визита Президента США Джорджа Буша в Японию. В 1999 году члены партии проводили акцию протеста перед посольством США в связи с бомбардировками Югославии. В 2003 году Кимура осудил вторжение коалиционных сил в Ирак.
В августе 2010 года «Иссуй-Кай» организовал форум в Токио для восьми ультраправых партий из Европы. Среди гостей мероприятия были Жан-Мари Ле Пен (Национальный фронт Франции) и Адам Уолкер (Британская национальная партия). Среди приглашённых партий были болгарская «Атака» (лидер — Волен Сидеров), венгерский «Йоббик» (лидер — Кристина Морваи), итальянская Fiamma Tricolore (лидер — Люка Романьоли) и украинская «Свобода» (лидер — Олег Тягнибок).
В 2010 году лидер партии посещал Абхазию и Южную Осетию, встречался с Президентом Южной Осетии Эдуардом Кокойты. В мае 2011 года встречался с Премьер-министром Абхазии Сергеем Шамбой. В качестве наблюдателя он участвовал в президентских выборах в Абхазии. Вновь Абхазию он посетил в июне 2013 года и встречался с Президентом Александром Анквабом.
В марте 2014 года посетил Крым вместе с бывшим Премьер-министром Японии Юкио Хатояма. Вместе с японской делегацией он встречалась с Сергеем Аксёновым и Олегом Белавенцевым. В августе 2014 он вновь посетил полуостров и встречался с губернатором Севастополя Сергеем Меняйло и полномочным представителем Президента РФ в Крыму Олегом Белавенцевым. Также в августе он встречался с главой МИД Абхазии Вячеславом Чирикбой. 14 сентября 2014 года члены партии принимали участие в качестве наблюдателей на выборах в Государственный совет Республики Крым.
В сентябре 2015 года заместитель полпреда президента в Крымском федеральном округе Владимир Бобровский в связи с четвёртым приездом в Крым Мицухиро Кимуры предложил ему получить вид на жительство. Кимура также предложил открыть в Японии представительство Крыма. В ходе этого визита он встречался с главой администрации Ялты Андреем Ростенко.

## Идеология
«Иссуй-Кай» является ультраправой организацией, выступающей с антиамериканских и антиглобалистских позиций. Партия выступает за ведение Японией самостоятельной от США политики, а также за вывод американских войск из Японии. «Иссуй-Кай» является сторонником реформирования Организации Объединённых Наций. Партия выступает за налаживание хороших отношений между Россией и Японией. «Иссуй-Кай» поддерживает связи с ЛДПР. Лидер партии Мицухиро Кимура выступил против санкций против России в связи с украинским кризисом и за признание Крыма как части РФ. Он поддерживает Абхазию как независимое государство.
Также он считает, что Курильские острова должны вернуться в состав Японии мирным путём. Движение «Иссуй-Кай» отрицает преступления японской армии во время Второй мировой войны, в частности ставя под сомнения количество жертв во время Нанкинской резни.